# Lawine

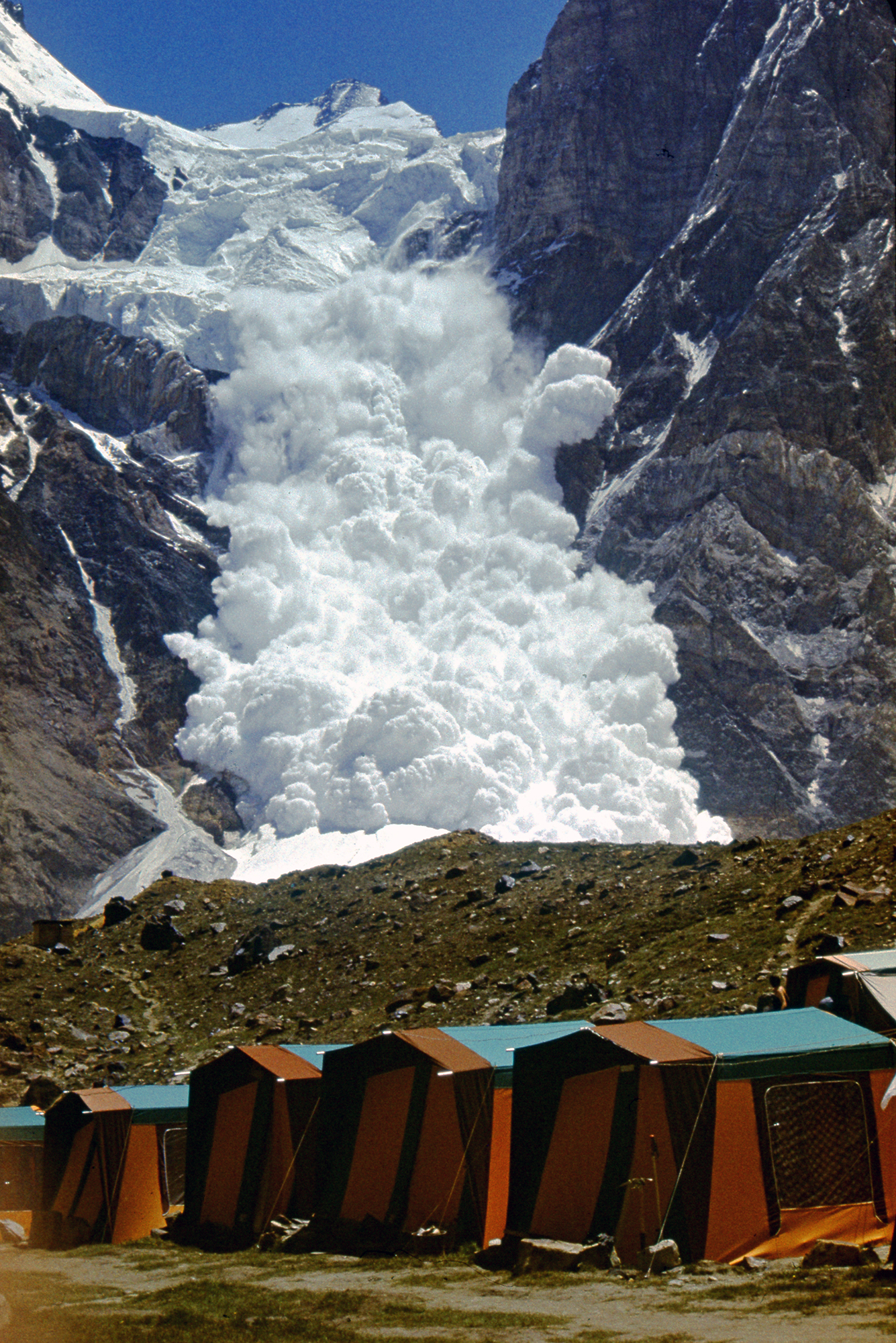
Lawine im Pamir-Gebirge

Als Lawinen werden in der Meteorologie Massen von Schnee, Eis oder Schlamm bezeichnet, die sich von Berghängen ablösen und zu Tal gleiten oder stürzen.  Abgänge von Steinen oder ganzen Hängen werden demgegenüber als Muren bezeichnet. Lawinen, die große Sach-, Personen- oder Umweltschäden verursachen, werden zu den Naturkatastrophen gezählt.

## Wortherkunft
Das Wort «Lawine» geht auf alpinromanisch lavīna beziehungsweise lateinisch labīna ‚Erdrutsch‘ zurück; diesem zugrunde liegt das lateinische Verb lābi ‚gleiten‘. Im Altoberdeutschen des 8./9. Jahrhunderts diente lewina, lewin oder louwin als Übersetzung für lateinisch torrēns ‚Wildbach‘; in den hoch- und höchstalemannischen Mundarten, wo aus alpinromanisch lavīna Laut- und Formvarianten wie Lauwene, Laubene, Lauene und ähnlich wurden (mit Betonung je auf der ersten Silbe), erlangte das Wort im Laufe des Mittelalters in erster Linie die Bedeutung ‚Schneerutsch‘. Die Schweizer Humanisten versuchten das für sie nicht mehr durchsichtige Wort hingegen an „Löwin“ anzuschließen.
Im 18. Jahrhundert wurde das schweizerdeutsche Lauwene, Laubene, Lauene durch die Reiseliteratur im ganzen deutschen Sprachraum bekannt. Dass sich dabei die relatinisierte Form Lawine (mit Betonung auf der mittleren Silbe) durchsetzte, ist im Wesentlichen auf Friedrich Schillers 1804 uraufgeführtes Drama Wilhelm Tell zurückzuführen.
Die Herkunft des ähnlich klingenden, ebenfalls ‚Schneerutsch, Lawine‘ bedeutetenden bairisch-österreichischen Lahn, Lähn und ähnlich ist umstritten. Gemäß einer Herleitung stammt es wie Lawine aus dem Alpinromanischen, gemäß einer anderen ist es mit Lawine zwar urverwandt, aber nicht wie dieses ein Lehnwort aus dem Romanischen, sondern ein deutsches Erbwort, das germanisch *lanō(n)- fortsetzt. Der Grund für letztere Annahme ist, dass bairisch Lahn Parallelen mit der Bedeutung ‚Reihe, Gang, Weg‘ in mitteldeutschen und niederdeutschen Mundarten sowie im Englischen, Schwedischen, Norwegischen und Isländischen hat.

## Historische Berichte

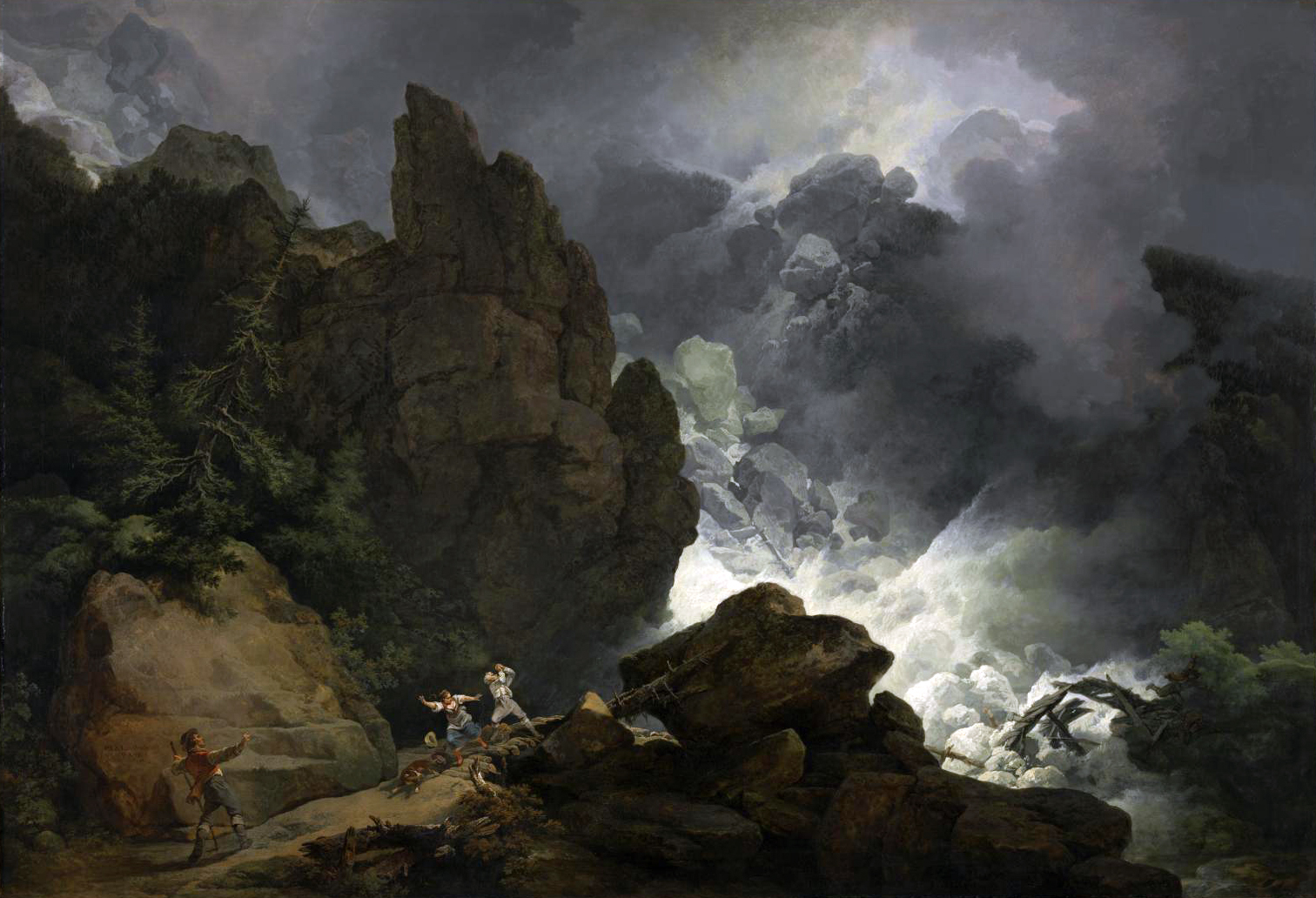
P. J. Loutherbourg d. J.: Avalanche dans les Alpes, 1803 – tatsächlich ist ein Eissturz dargestellt.

Spätestens seit der Mensch den alpinen Lebensraum erschlossen hat, ist er von Lawinenabgängen bedroht. Aus der Literatur sind vor allem Heerzüge, die die Alpen überquerten, als betroffen bekannt. So verlor Hannibal auf seiner Alpenüberquerung im Jahre 218 v. Chr. angeblich rund die Hälfte seiner Soldaten (etwa 20.000 Mann) und eine unbekannte Anzahl von Elefanten durch Lawinen.

## Lawinenarten
Abhängig von der Art ihres Abgangs unterscheidet man zwei grundsätzliche Arten von Schneelawinen, und zwar nach der Art ihres Anrisses Schneebretter und Lockerschneelawinen, daneben teilt man sie auch nach ihrem Umfang und Ausmaß ein.
Eine Dachlawine ist eine Schneelawine im Kleinen, die von Gebäuden abgeht.
Zu unterscheiden sind Lawinen vom Eissturz.

### Schneebrettlawinen

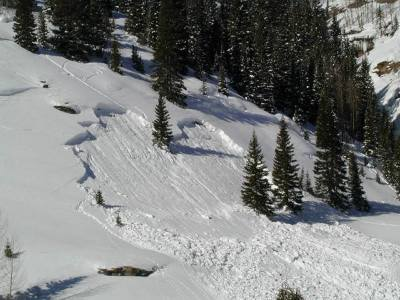
Abrissbereich eines Schneebretts

Kennzeichen für Schneebrettlawinen ist ein linienförmiger Anriss quer zum Hang. Ausgedehnte Schichten der Schneedecke – oft aus Triebschnee – rutschen auf einer Gleitschicht zunächst zusammenhängend ab. Im Verlauf des Abgangs kann sich eine Schneebrettlawine zu einer Staublawine entwickeln. Eine solche Gleitschicht kann beispielsweise durch den Nigg-Effekt entstehen.
Sie stellen die klassische Gefahrenlawine für Schneesportler und Bergsteiger dar. Ein sogenanntes Schneebrett kann sich spontan lösen oder durch die zusätzliche Belastung im Gelände ausgelöst werden. Dabei können auch bergseitig über dem Geländegänger ausgedehnte Schneeschichten abreißen und abfahren. Gefahren für Opfer einer Schneebrettlawine sind Ersticken, Verletzungen durch Aufprall an Felsen, Absturz oder der Druck der oft tonnenschweren Schneemassen.
Schneebrettlawinen treten in der Regel bei Hangneigungen zwischen 30° und 50° auf. Sie sind aber auch schon bei geringeren Hangneigungen möglich, ab etwa 25°. Bei Hangneigungen über 50° sind Schneebrettlawinen selten, bei diesen Hangneigungen treten in der Regel vorher Lockerschneelawinen auf.
Der Ausdruck Schneebrett lässt zunächst an eine harte Beschaffenheit denken. In der Realität kommen jedoch auch in sehr weichem, schwer erkennbarem Triebschnee flächige Lawinenauslösungen vor: Der Begriff beschreibt lediglich, dass eine ganze Schneemasse „wie ein Brett“ auf einmal losfährt, auch ohne dabei zwingend einen festen Körper zu bilden. In wissenschaftlichen Studien wird untersucht, wie sich in Schwachschichten Brüche ausbreiten, sodass ein ganzer Hang auf einmal abbricht. Mit der Bewegung zerbricht das Brett dann in kleinere Teile, die sich im Auslauf übereinander schieben, verdichten und als eine verfestigte Ablagerung (oder ein Lawinenkegel) liegen bleiben.
Es wird zwischen trockenen und nassen Schneebrettlawinen unterschieden.

### Lockerschneelawinen

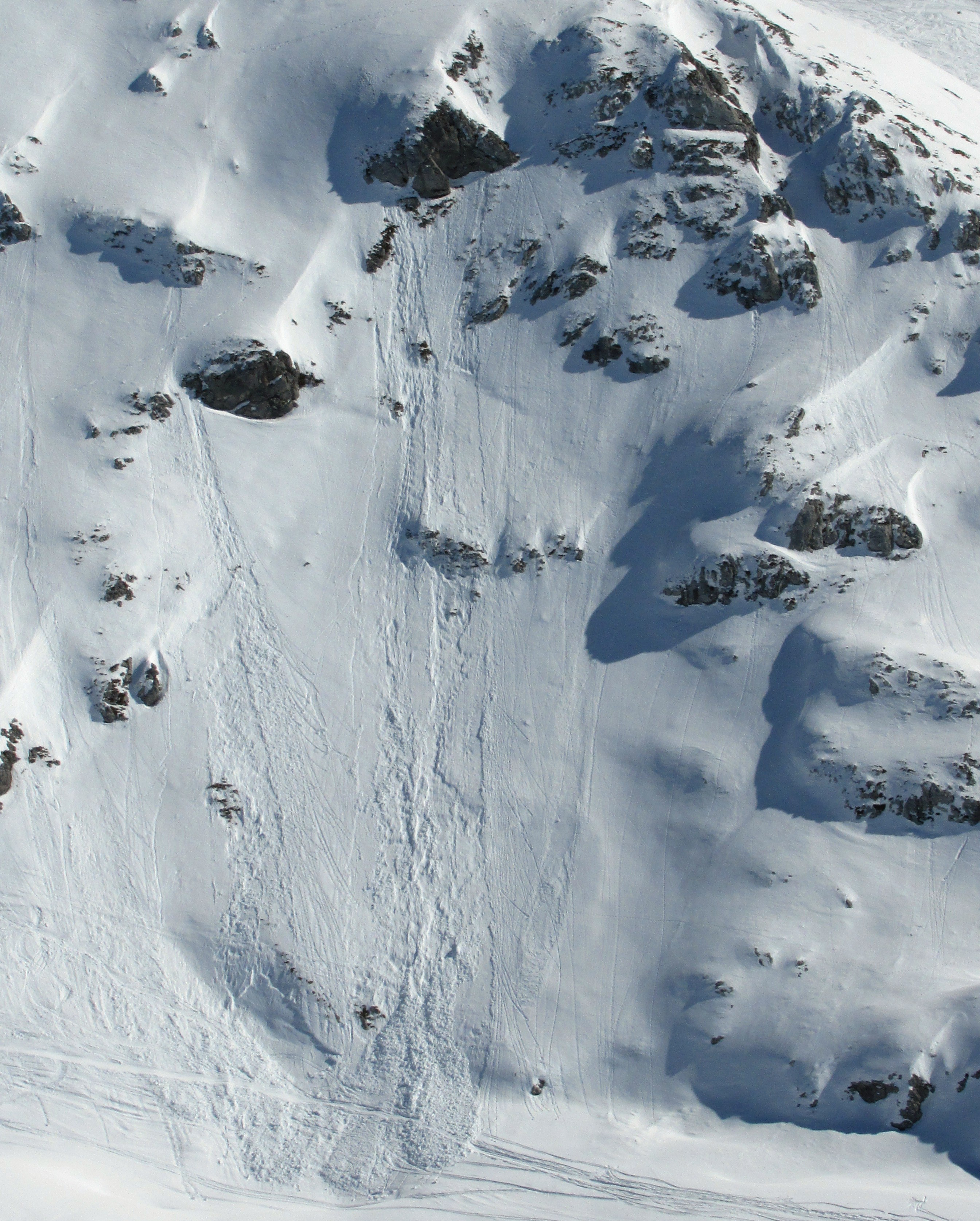
Lockerschneelawinen in felsdurchsetztem Hang

Eine Lockerschneelawine ist durch einen punktförmigen Anriss gekennzeichnet. Durch eine Kettenreaktion wächst die Lawine. Solche Lawinen kommen vor allem in unverfestigtem Schnee vor. Es wird weiter in trockene Lockerschneelawinen und in nasse Lockerschneelawinen (oberflächliche Nässung) unterteilt. Lockerschneelawinen verlangen – wegen der zur Fortpflanzung der Bewegung notwendigen Energie – eine etwas höhere Hangneigung als Schneebrettlawinen. Ein häufiges Auftreten wird bei etwa 40–60° Hangneigung beobachtet.

### Staublawinen

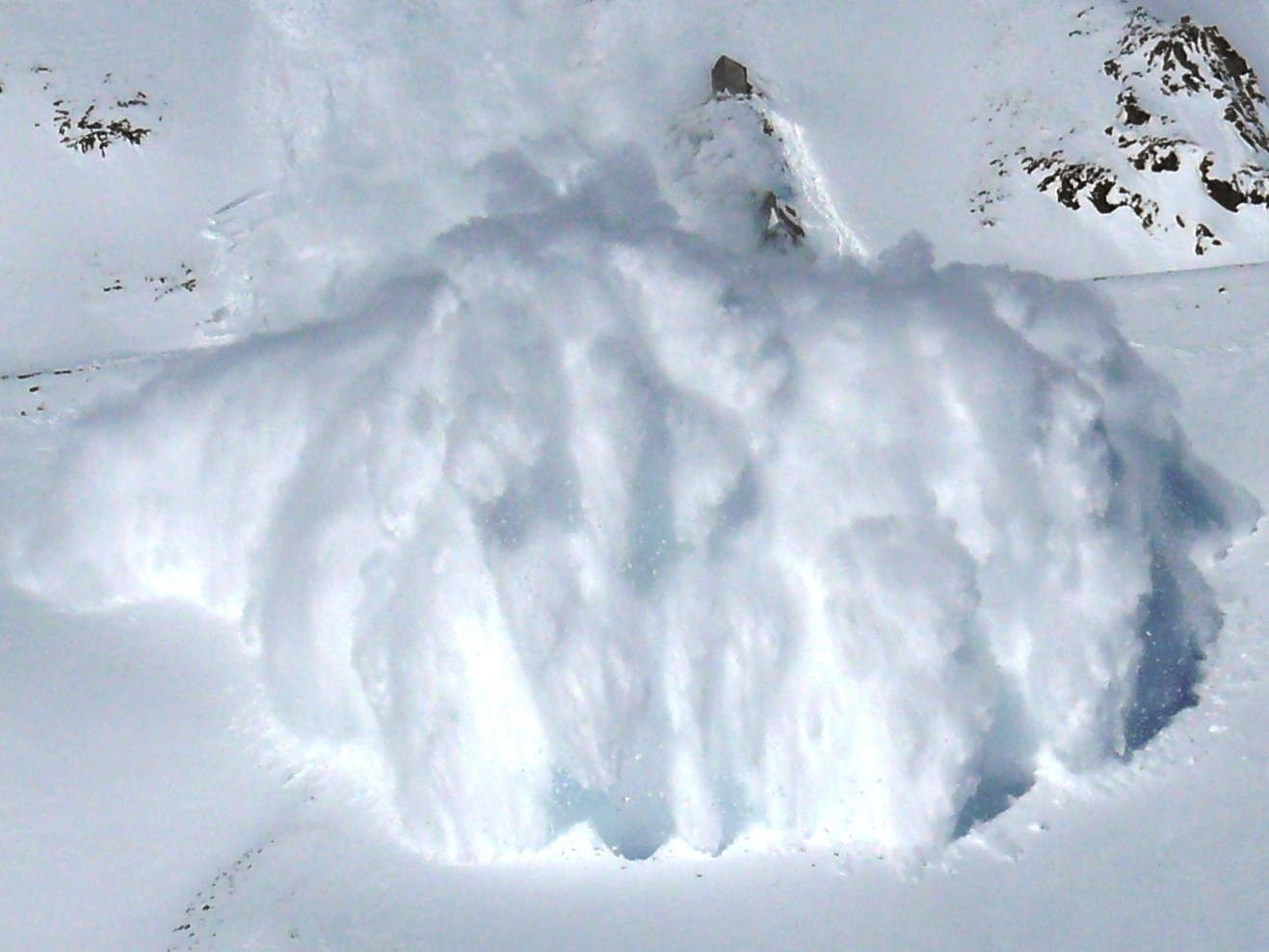
Staublawine

Staublawinen entstehen, wenn eine große Schneemasse einen steilen Hang hinabstürzt und dabei weiteren Schnee aufnimmt. Der Schnee wird aufgewirbelt, sodass ein Schnee-Luft-Gemisch (Aerosol) entsteht. Eine Staublawine kann eine Geschwindigkeit von über 300 km/h erreichen.
Einher mit der Staublawine gehen gewaltige Luftdruckschwankungen (Druck vor der Front, dahinter Sog), die sehr gefährlich sind. Durch diese Druckschwankungen, die den Bedingungen in einem Wirbelsturm gleichen können, kommt es zu den großen Zerstörungen. Bäume werden abgeknickt, Hausdächer weggerissen und Fenster eingedrückt, wodurch Schnee in das Haus eindringt. Gelangt das Schnee-Luft-Gemisch in die Lunge von Menschen oder Tieren, so kann dies nach kurzer Zeit zum Tode durch Ersticken führen. Zudem ist der Fließanteil von Staublawinen gefährlich, da er zu Verschüttungen führen kann.

### Eislawinen
Eislawinen sind eine Folge der langsamen Gletscherbewegungen. Das Eis bewegt sich bis zum Rand eines Abbruchs und stürzt in einzelnen Brocken darüber hinaus. Dies gleicht zunächst mehr einer Steinlawine als den bekannten Schneelawinen, doch dann werden die herabstürzenden Eisbrocken beim Aufprall in feine Schneepartikel zerschlagen und sind kaum mehr von einer Fließlawine zu unterscheiden.

### Fließlawinen
Diese sind berechenbare Grundlawinen, die vor allem im Frühjahr bei Tauwetter losbrechen. Der weiche Schnee verliert schneller an Haftung und rutscht den Berg herunter.

### Ober- und Grundlawinen

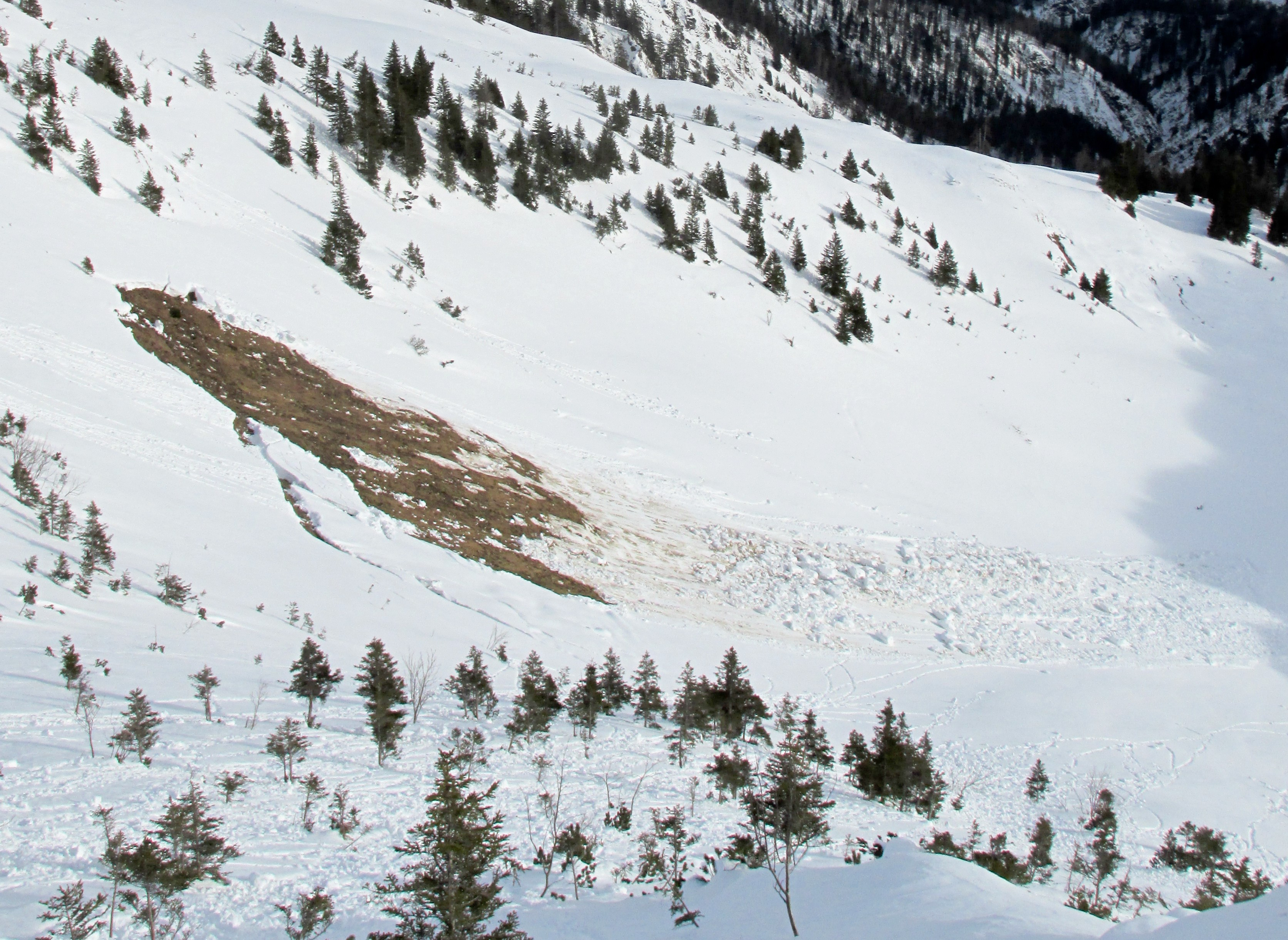
Grundlawine an der Auerspitz

Die oben genannte Einteilung kann noch verfeinert werden:
- Von einer Oberlawine spricht man, wenn die obere Schneeschicht auf der darunter liegenden abrutscht.
- Gleitet dagegen die gesamte Schneedecke talwärts, sodass freigelegter Boden sichtbar wird, bezeichnet man die Lawine als Grundlawine (seltener als Bodenlawine).

### Hang- und Tallawinen
Hanglawinen erreichen im Gegensatz zu Tallawinen nicht den Fuß des Hangs (bzw. das Tal), sondern kommen im Hang zum Stillstand.

## Entstehung

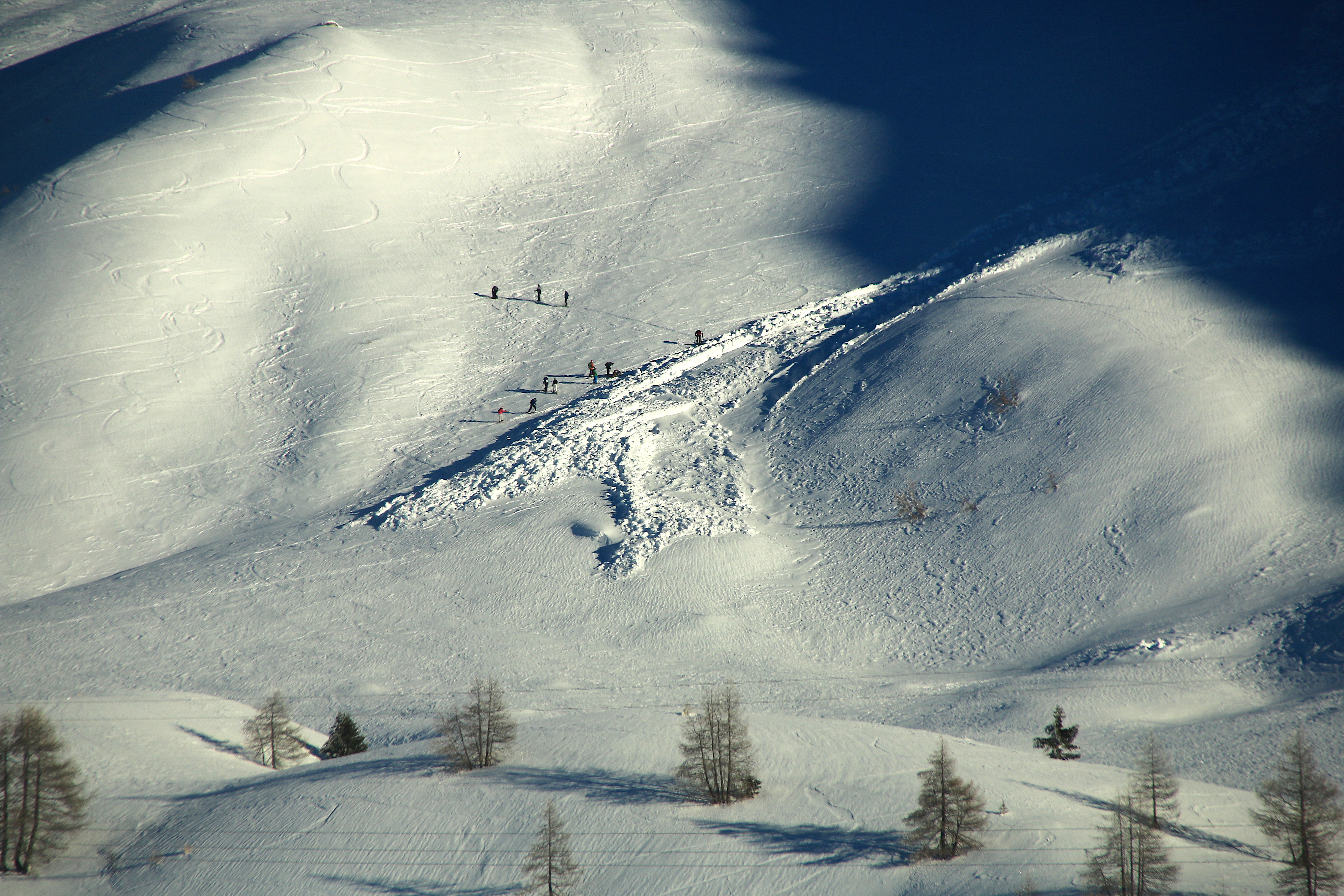
Lawinenkegel auf dem Simplonpass (2019)

An der Entstehung einer Lawine sind viele Faktoren beteiligt, die sich gegenseitig verstärken oder abschwächen können. Man kann die Entstehung einer Lawine nicht unabhängig von der Art der Lawine betrachten, da es sich z. B. bei Schneebrettern und Nassschneelawinen um ziemlich unterschiedliche Prozesse handelt. Auch die Gefahrenbeurteilung erfolgt darum je nach Lawinenart unterschiedlich. Das Verständnis dieser Entstehungsfaktoren ist die notwendige Grundlage für die Risikobeurteilung und für die Erstellung eines Lawinenbulletins.

### Neuschneemenge
Eine große Menge Neuschnee innerhalb kurzer Zeit erhöht die Lawinengefahr. Während bei sehr günstigen Verhältnissen bis zu 50 cm Neuschnee fallen können, bevor die Lawinengefahr ansteigt, können bei ungünstigen Verhältnissen schon 10 cm Neuschnee gefährlich werden. Unter ungünstigen Verhältnissen versteht man sehr tiefe Temperaturen, starken Wind und eine bestehende instabile Schneedecke.

### Neigung des Geländes

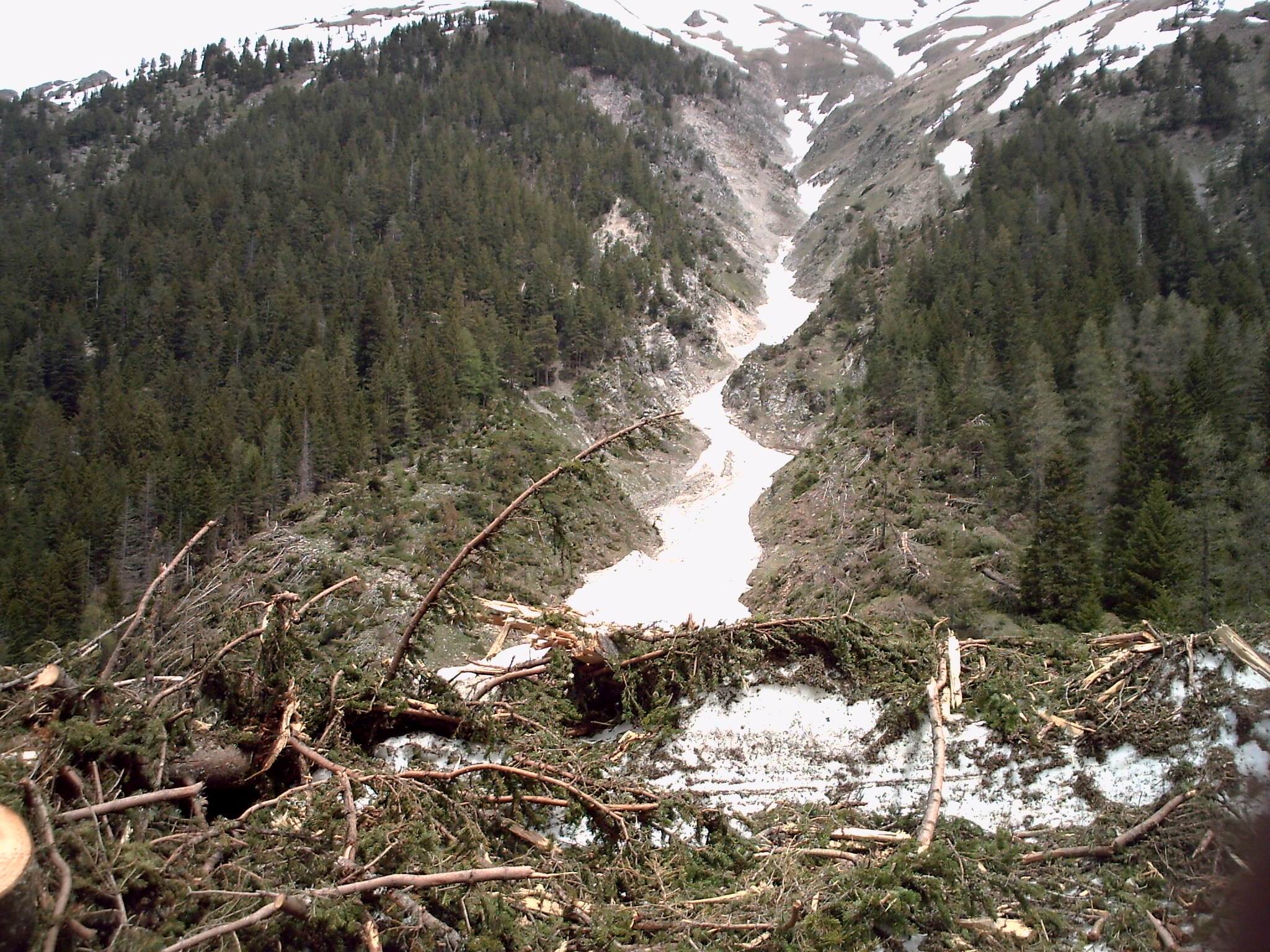
Ein Lawinenkegel nach dem Abschmelzen

Die Gefahr eines Lawinenabgangs besteht vor allem bei Hangneigungen zwischen 30° und 50°, wobei eine stärkere Hangneigung einen Lawinenabgang im Allgemeinen begünstigt – vergleiche hierzu die Kräfte an der Schiefen Ebene. Maßgeblich ist die steilste – ungefähr 10 m × 10 m große – Stelle im Hang. Unter 25° Hangneigung entstehen Lawinen nur sehr selten, beziehungsweise nur unter besonderen Umständen. Bei 60° Hangneigung oder mehr sind Lawinen fast unmöglich, da der Schnee schon früh und spontan abrutscht; bedeutende Schneemengen können sich daher gar nicht ansammeln.
Die Neigung des Geländes ist auch bezüglich der Sonneneinstrahlung relevant: Fällt das Licht mehr oder weniger rechtwinklig auf den Boden, dann nimmt der Schnee mehr Wärme auf, als wenn die Sonne in flachem Winkel auf den Schnee scheint. Dies spielt zum Beispiel bei Nassschneelawinen eine Rolle.

### Hanglage
Eine wesentliche Rolle spielt die Hanglage. Nord-Hänge sind (in nördlichen Breiten) der Sonneneinstrahlung am wenigsten ausgesetzt, wodurch sich die Stabilisierung der Schneedecke verlangsamt und Gefahrenstellen länger konserviert werden. Umgekehrt sind Südhänge im späten Winter heikler, da größere Wärme Nassschneelawinen begünstigt.
Je nach Windsituation sammelt sich Triebschnee auch an spezifischen Hanglagen.

### Bodenbedeckung
Die Bodenbedeckung ist ein weiterer Faktor, der die Entstehung von Lawinen beeinflusst. Dichter Wald kann den Abgang von Schneebrettern erschweren, umgekehrt begünstigt Altgras u. ä. den Abgang von Grundlawinen, eingeschneiter Reif oder Eisschichten begünstigen Oberlawinen. Der Wald kann das Anreißen von Lawinen verhindern, aber große Staublawinen nicht stoppen.

### Triebschnee
Schnee kann durch den Wind verfrachtet werden. Dieser so genannte Triebschnee lagert sich auf der windabgewandten Seite von Graten, in Rinnen und Mulden oder am windzugewandten Fuß von Hängen ab. An Graten bildet er leeseitig Schneewehen und Schneewechten. Dieser verfrachtete Schnee ist instabil, und bereits kleinste Störeinflüsse können zu einer Schneebrettlawine führen. Triebschnee kann sowohl hart als auch weich sein und ist somit nicht einfach zu erkennen. Auch nach dem Einschneien durch nachfolgenden Neuschnee behält er sein Gefahrenpotenzial. Triebschnee ist gefährlich, weil die Eiskristalle abgeschliffen sind und sich wenig ineinander verzahnen. Der Zusammenhalt von Triebschnee ist somit viel geringer als jener von Neuschnee. Sogenannte Windgangeln oder Sastrugi können auf Verfrachtungen von Triebschnee hinweisen.

### Struktur der Schneeschicht
Wenn viel Schnee in kurzer Zeit auf einem Hang zu liegen kommt, wächst die Belastung der Schneedecke durch das zusätzliche Gewicht schneller, als die Setzung und Verfestigung voranschreiten kann. Der Druck auf die unteren Schichten wird so groß, dass diese der Belastung nicht mehr standhalten. Bereits geringe Zusatzbelastung, z. B. das Gewicht eines Skifahrers, kann dazu führen, dass die Schneeschichten ins Rutschen geraten und es zu einem Lawinenabgang kommt. Besonders instabil sind Schneedecken mit großen Festigkeitsunterschieden zwischen den abgelagerten Schichten oder eine schwache Schneedecke, die das erste Mal durchfeuchtet wird. In die Schneedecke eingelagerte Zwischenschichten – beispielsweise aus Triebschnee, Schwimmschnee, Raureif oder Eislamellen – tragen zur Verschärfung der Situation bei und bilden die Gleithorizonte, auf denen die darüber liegende Schneedecke abrutscht.

### Temperatur und Temperaturwechsel
Je tiefer die Temperatur, desto länger dauert es, bis sich der Neuschnee verfestigt. Lawinengefährdete Hänge behalten so ihr Gefahrenpotenzial lange bei. Bei einem raschen Temperaturanstieg kann die Lawinengefahr zunehmen – wegen der Durchfeuchtung bis auf den Boden, beziehungsweise durch die Umwandlung von Schneekristallen. Auf diese Weise entstehen insbesondere Nassschneelawinen. Grundsätzlich hat jeder Temperaturwechsel eine Veränderung der Lawinensituation zur Folge. Die Lawinengefahr ist am geringsten, wenn milde Temperaturwechsel die Verfestigung des Schnees beschleunigen. Letztlich gilt auch wegen der Mittagswärme die bergsteigerische Faustregel, dass man den Gipfel am Mittag oder vorher erreicht haben sollte, um rechtzeitig mit dem Abstieg zu beginnen.

## Lawinenforschung
Früher glaubte man, Lawinen würden von Hexen oder Geistern ausgelöst oder wären eine Strafe Gottes. Im Spätmittelalter kam natürlichen Ereignissen als Auslöser von Lawinen größere Aufmerksamkeit zu, wie z. B. laute Geräusche oder das Werfen von Objekten (Schneebällen) auf einen lawinengefährdeten Hang.
Heute werden Lawinen wissenschaftlich erforscht, und zwar durch Modellversuche im Labor und Gelände, Computersimulationen oder durch künstlich ausgelöste Lawinen (z. B. am WSL-Institut für Schnee- und Lawinenforschung SLF in Davos).
Um die Lawinengefahr möglichst korrekt einschätzen zu können, müssen Feldversuche unternommen werden. Dazu gehört z. B. das Erstellen von Schneeprofilen, um die verschiedenen Schichten und Formen der Schneekristalle zu analysieren, oder das Anlegen von Rutschblöcken. Lawinenforscher stützen sich auch auf meteorologische Daten, um so eine Aussage über die Art des Schnees machen zu können, was wiederum Einfluss auf die Lawinenbildung hat.
Ungefähr seit dem Jahr 2000 versucht man, Satellitenbilder in die Lawinenforschung zu integrieren. Aus dem Vergleich von Bildern, die in verschiedenen Wellenlängen des elektromagnetischen Spektrums aufgenommen wurden, kann man auf die Art der Schneekristalle schließen, weil jede Schneeart das Licht unterschiedlich stark reflektiert. Somit kann man die Schneedichte sowie Temperatur, Wasser- und Luftgehalt bestimmen. Der Nachteil der Satellitenbilder ist, dass sie nur die oberste Schneeschicht zeigen, was eine eingehendere Analyse der Lage erschwert.
In der Forschung werden noch viele weitere Methoden eingesetzt, um die Schneedecke, ihre Wechselwirkung mit der Atmosphäre sowie die Entstehung und Dynamik von Lawinen zu untersuchen und Maßnahmen zum Lawinenschutz bzw. Risikomanagement zu entwickeln. Dazu gehören z. B. Messinstrumente wie Radar, SnowMicroPen oder Nahe-Infrarot-Kameras, mit denen die Schichtung der Schneedecke analysiert wird, sowie seismische, akustische und optische Sensoren, mit denen Lawinenabgänge detektiert werden. Ebenso werden Computermodelle verwendet, die die Schneedecke simulieren (Snowpack, bzw. Alpine 3D) oder Lawinenabgänge berechnen (RAMMS) und wichtige Informationen für die Lawinenwarnung oder die Berechnung von Lawinengefahrenzonen liefern.

## Lawinenwarnungen und Lawinenschutz

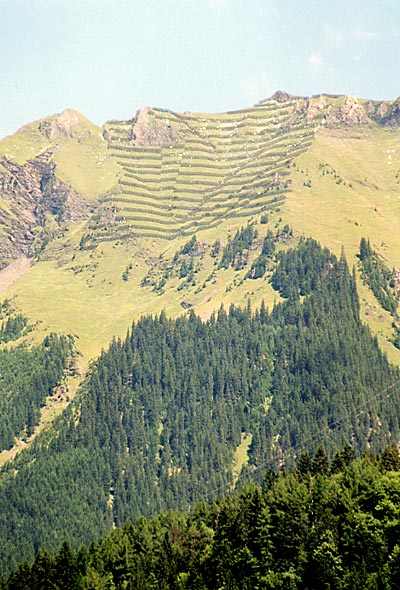
Lawinenverbauungen und Schutzwald in der Schweiz

In den Alpenländern, den USA, Kanada und Japan wird ein großer Aufwand betrieben, um die Bevölkerung vor Lawinenabgängen zu schützen.

### Lawinengefahr
Die aktuelle Lawinengefahr für ein bestimmtes Gebiet wird in den Gefahrenstufen 1 bis 5 in der europäischen Lawinengefahrenskala angegeben. Diese aktuelle Lawinenwarnstufe wird in den Alpenländern von den Lawinenwarndiensten jeden Tag bekanntgegeben. Örtliche Lawinenkommissionen beraten die Behörden hinsichtlich der Erforderlichkeit von Schutzmaßnahmen für Siedlungen, Skigebiete und Verkehrswege.
Die Lawinengefahr kann jeweils nur anhand der lokalen Gegebenheiten an einem potentiellen Lawinenhang beurteilt werden. Der Beurteilung liegen
- das Lawinenbulletin,
- eigene Beobachtungen,[8]
- meteorologische Entwicklungen,
- der Schneedeckenaufbau,[9]

zu Grunde.

### Lawinenschutz

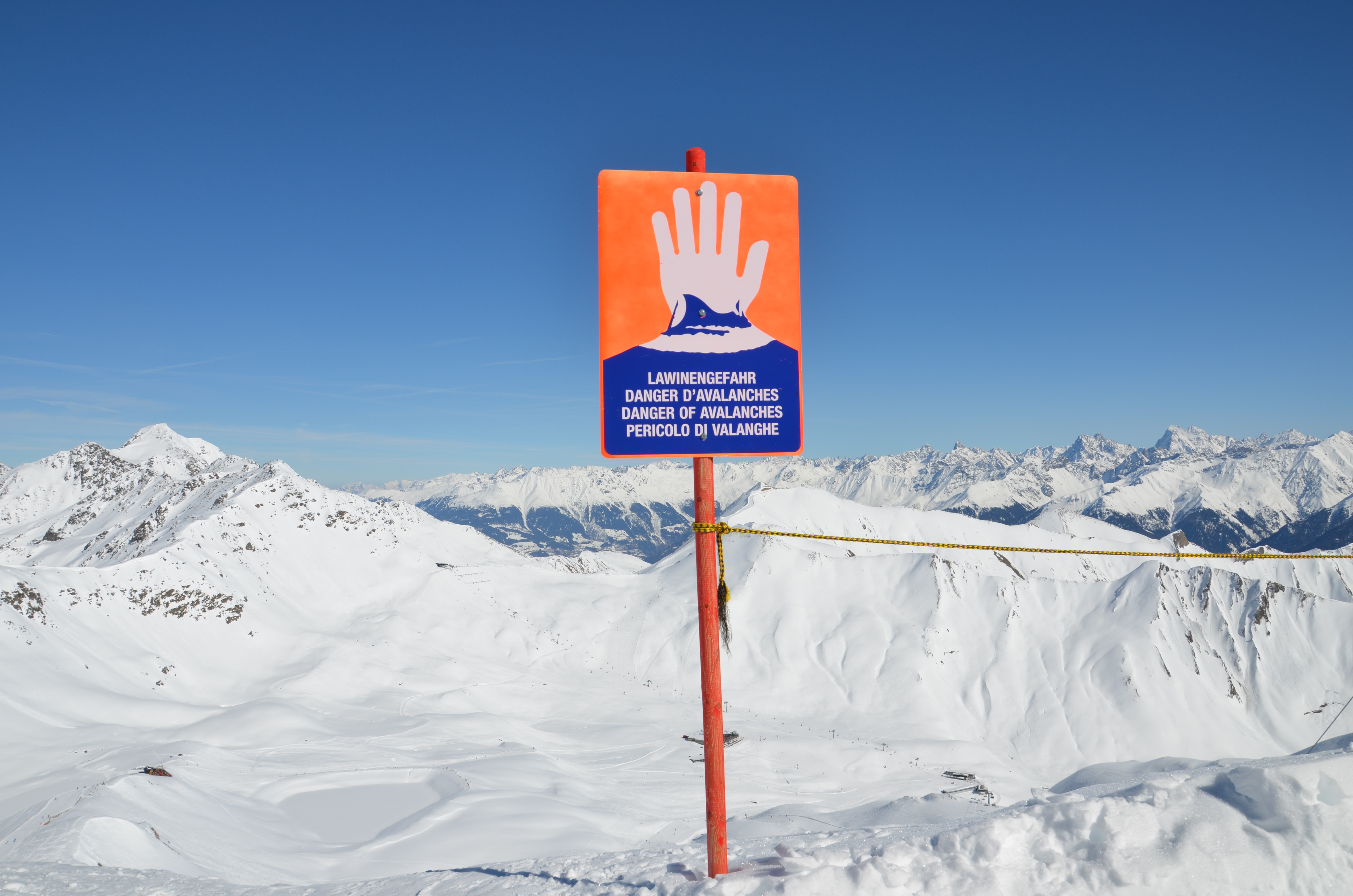
Ein Lawinenwarnschild

Lawinenschutz kann aufgrund der Eingriffsart in aktive und passive Maßnahmen eingeteilt werden:

#### Passive Lawinenschutzmaßnahmen
Passive Schutzmaßnahmen dienen größtenteils der Prävention. So können in lawinengefährdeten Gebieten Baugenehmigungen entzogen oder Evakuierungen angeordnet werden. Zu den passiven Maßnahmen gehören auch Lawinengalerien sowie Umlenk- und Bremsverbauten zum Schutz von Straßen, Brücken und Bauwerken.

#### Aktive Lawinenschutzmaßnahmen
Aktive Schutzmaßnahmen sollen dem Entstehen von Lawinen vorbeugen. Den kostengünstigsten Schutz bieten Wälder. Deshalb gibt es besondere Aufforstungsprogramme (siehe dazu Schutzwald). Sind keine Bäume vorhanden, werden künstliche Schutzbauten (Lawinenverbauungen) erstellt. Dazu werden in Hängen, aus denen Lawinen abgehen können, Netze, Gitter oder windbrechende Barrieren aus Holz, Beton oder Stahl montiert. Dadurch wird die Schneedecke entweder unterteilt, so dass sich keine großen Schneebretter ablösen können, oder Schneeanhäufungen an kritischen Punkten werden verhindert. Auch künstliche Lawinenauslösungen gehören zu dieser Maßnahmengruppe. Mit Hilfe von Hubschraubern, Kanonen oder Seilbahnsystemen etc. wird Sprengstoff an kritische Stellen befördert, von fest installierten Masten abgeworfen oder die Schneedecke wird durch Zündung eines explosiven Gasgemisches destabilisiert, um kleine kontrollierte Lawinen auszulösen. Dadurch wird die Schneedecke entlastet und man kommt unkontrollierten Lawinenabgängen zuvor.
Lawinenschutzmaßnahmen können im Hinblick auf die Wirkungsweise auch in permanente und temporäre Schutzmaßnahmen eingeteilt werden.

#### Temporäre Lawinenschutzmaßnahmen

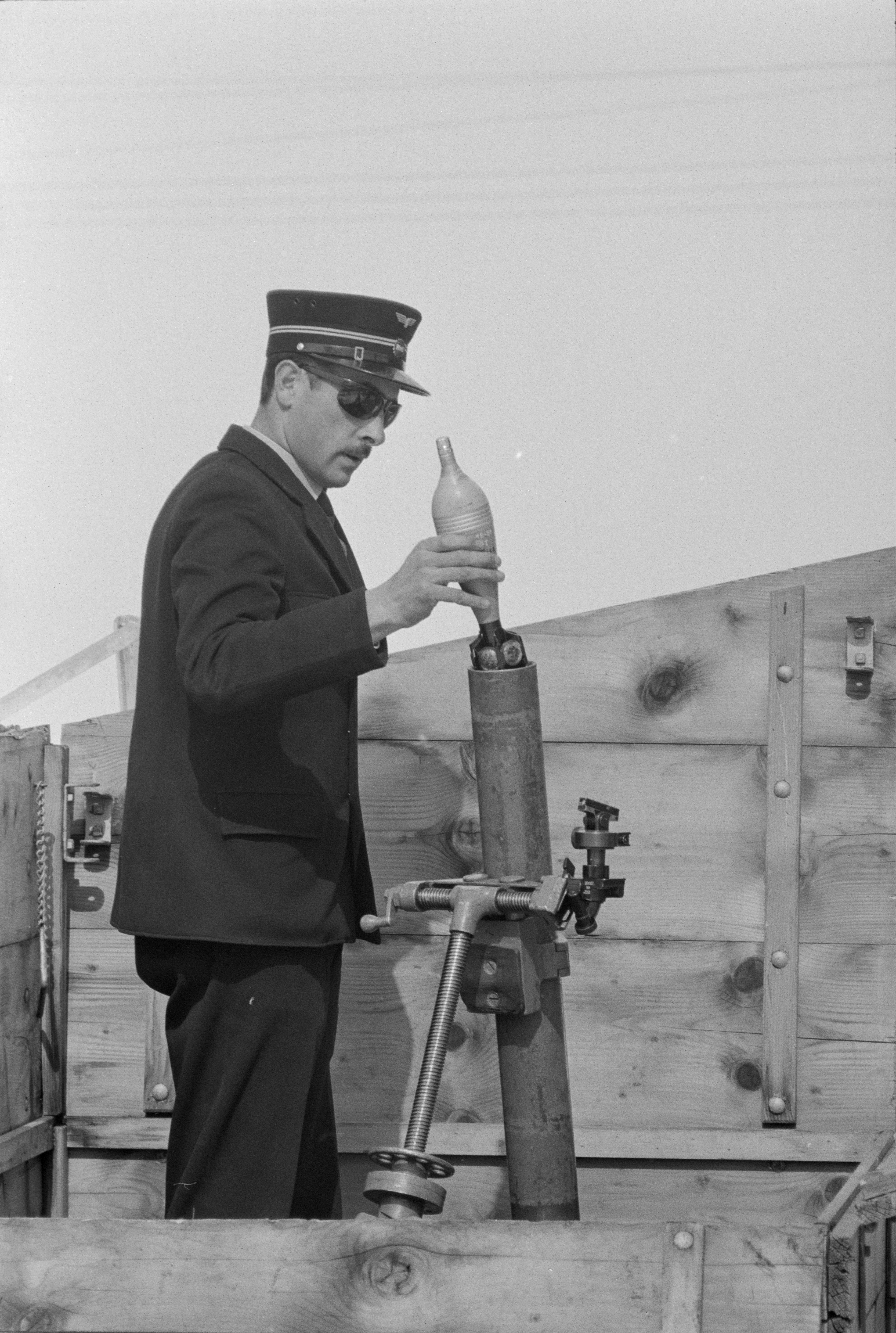
Lawinensprengung mit einem Mörser bei der Berninabahn, 1967

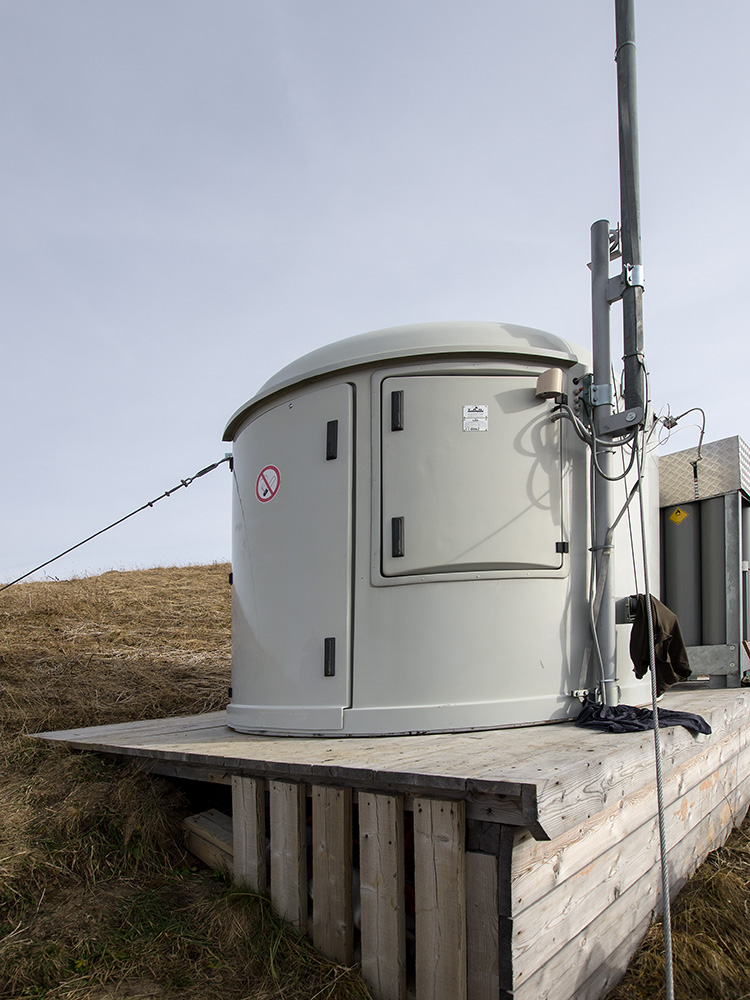
Steuerungs- und Betriebsmittelcontainer einer Lawinensprenganlage in Österreich

Temporäre Lawinenschutzmaßnahmen werden kurzfristig eingesetzt und auf Zeitpunkt, Ort und Ausmaß der Lawinengefahr abgestimmt. Dabei entscheiden auf Basis von Lawinenwarnung, Lagebeobachtung, -prognose und -berichten örtliche Lawinenkommissionen oder andere Gremien über
- Sperren (Straßen, Skigebiete)
- Evakuierungen
- Künstliche Lawinenauslösung
  - Handsprengung, mit Hubschrauber, mit Sprengschlitten oder Gratausleger
  - DaisyBell (Hubschrauber)
  - Sprengseilbahn
  - Lawinensprengmast /-sprengturm
  - Lawinenwächter
  - Lawinenpfeife, Lawin Locker, Avalancheur
  - militärische Geräte (z. B. Minenwerfer, RAK-Rohr oder Haubitze)[11]

#### Permanente Lawinenschutzmaßnahmen
Unter permanentem Lawinenschutz versteht man technische, forstlich-biologische und raumplanerische Maßnahmen sowie die Aufklärung von betroffenen und interessierten Personenkreisen über Schnee- und Lawinenvorgänge.
- Lawinenschutzbepflanzungen
- Stützverbauungen (Schneebrücken, Netze)
- Gleitschneeschutz (Holzböcke)
- Verwehungsverbauten
- Bremsbauwerke (Höcker, Keile)
- Ablenk-, Leit-, Auffangdämme
- Lawinengalerien
- Lawinenschanzen bei Gebäuden
- Schneekragen (historischer Bergbau)

#### Kombination der Lawinenschutzmaßnahmen
- Durch temporäre und passive Maßnahmen wird zum Zeitpunkt der Gefahr und innerhalb eines begrenzten Zeitraums durch Maßnahmen die Auswirkungen des Lawinenabganges auf Personen und Sachen zu vermeiden versucht.
- Durch temporäre und aktive Lawinenschutzmaßnahmen wird die Steuerung des Ablaufs und die Auswirkungen des Lawinenabganges zu regeln versucht.
- Durch permanente und passive Maßnahmen werden, ohne in den Prozess einzugreifen, durch bauliche Maßnahmen die Auswirkungen eines Lawinenabganges verringert. Durch Raumplanungsvorgaben werden Gefährdungsbereiche ausgewiesen und Bau- oder Besiedelungsverbote vorgegeben.
- Durch permanente und aktive Lawinenschutzmaßnahmen wird versucht, den Prozess der Lawinenbildung und des Lawinenabganges zu verhindern, zu bremsen oder abzulenken.[12]

#### Frühwarnsysteme

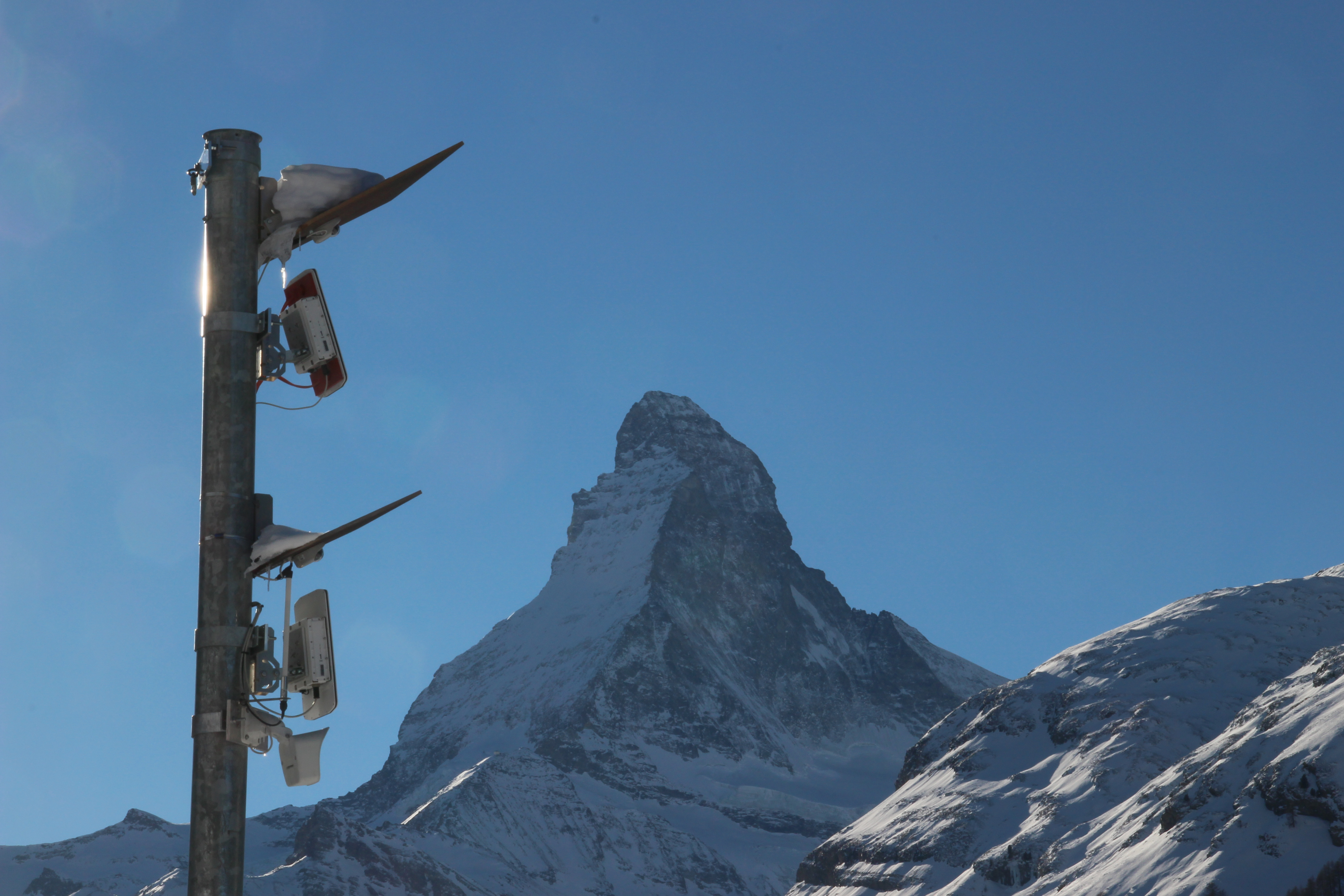
Radarstation zur Lawinenüberwachung in Zermatt

Warnsysteme können Lawinen erkennen, welche sich langsam entwickeln, z. B. Eislawinen bei Eisabbrüchen von Gletschern. Mittels interferometrischen Radaren, hochauflösenden Kamerasystemen oder Bewegungssensoren kann ein instabiles Gebiet über einen langen Zeitraum von einigen Tagen hin zu Jahren beobachtet werden. Durch die Interpretation der Daten können Experten bevorstehende Abbrüche erkennen und Maßnahmen veranlassen. Mittels solcher Systeme (z. B. die Gletscherüberwachung am Weissmies in der Schweiz) können Ereignisse einige Tage im Voraus erkannt werden.

#### Alarmsysteme
Moderne Radartechnologie erlaubt es, große Gebiete zu überwachen und Lawinen bei allen Witterungsbedingungen bei Tag oder Nacht zu lokalisieren. Komplexe Alarmsysteme können in kürzester Zeit die Lawine detektieren und so ein gefährdetes Gebiet unmittelbar und automatisch sperren (z. B. Straßen und Bahnen) oder evakuieren (z. B. Baustellen). Ein solches Projekt befindet sich beispielsweise in der Schweiz auf der einzigen Zufahrt nach Zermatt. Zwei Radare überwachen eine Bergflanke, unter welcher die Zufahrtsstraße durchführt. Im Fall einer Lawine wird die Straße mit mehreren Barrieren und Ampeln automatisch und innerhalb von Sekunden gesperrt, so dass keine Personen zu Schaden kommen können.

### Verhalten bei Lawinenabgang, Lawinenrettung

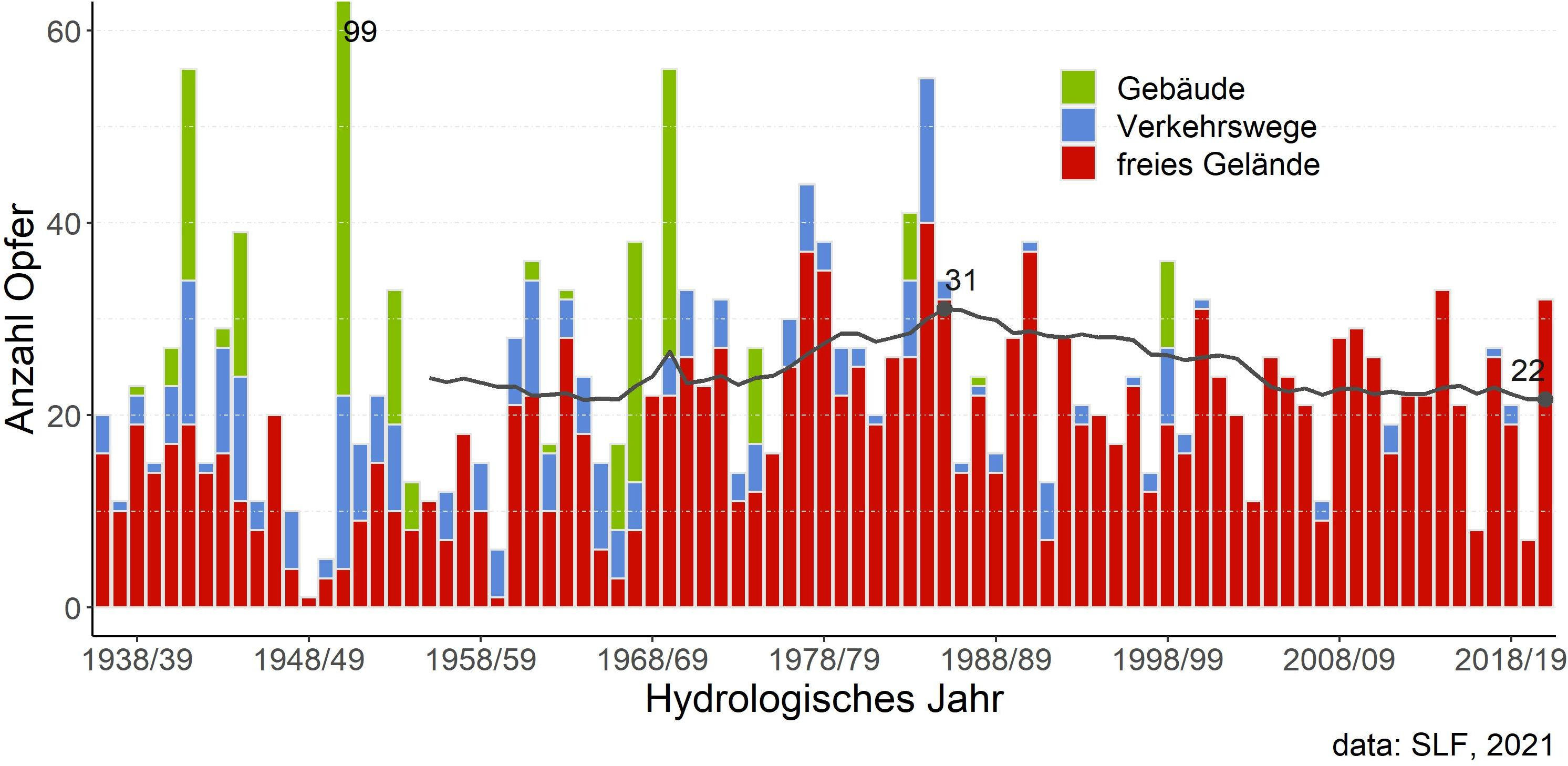
Jährliche Zahl der Lawinentoten in der Schweiz von 1937 bis 2021

Lawinen bedrohen nicht nur Siedlungen, sondern auch den Menschen, der sich in der Natur bewegt. Vor allem durch Schneebrettlawinen werden regelmäßig Skitourengeher, Snowboarder, Schneeschuhgeher und andere Wintersportler erfasst. Allein in der Schweiz sterben jeden Winter durchschnittlich 22 Personen in Lawinen. Die meisten Opfer waren allerdings zu beklagen, wenn große Lawinen Dörfer trafen und wie im Lawinenwinter 1950/51 die Leute in ihren Häusern überraschten.

### Präventive Maßnahmen beim Aufenthalt im Gelände

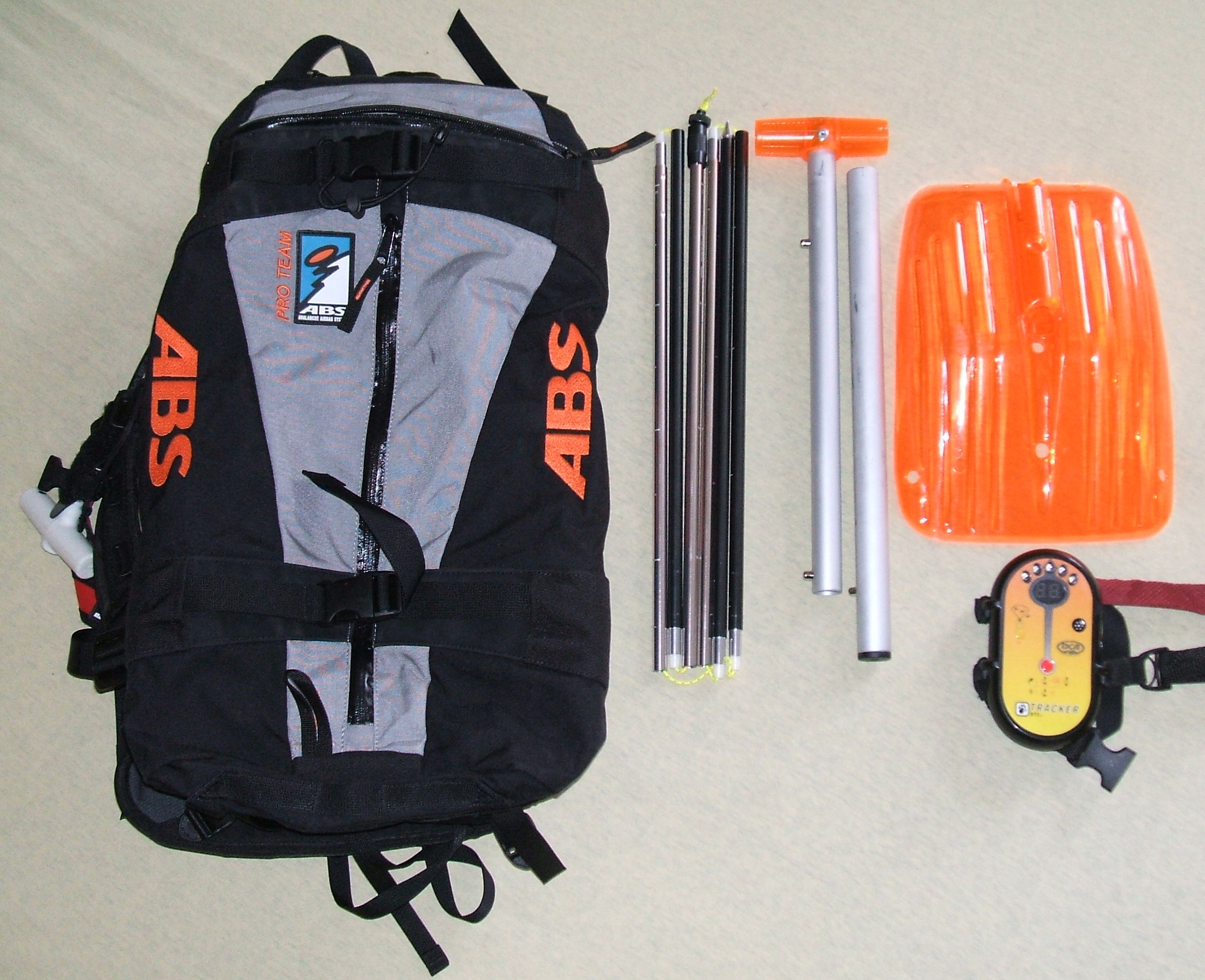
Lawinensicherheitsausrüstung bestehend aus (von links nach rechts): Lawinenairbag, zusammengefaltete Lawinensonde, Lawinenschaufel und LVS-Gerät (das gezeigte 2-Antennen-Gerät entspricht jedoch nicht mehr dem Stand der Technik)

Im verschneiten alpinen Gelände ist eine potentielle Lawinengefahr gegeben. Das gesicherte Skigebiet zu verlassen bedeutet ein gewisses Risiko in Kauf zu nehmen. Viele alpine Wintersportarten nutzen aber gerade den Naturraum als Handlungsfeld. Das erfordert eine präventive Auseinandersetzung mit dem Risikofaktor durch strategische Entscheidungssysteme, auch bezeichnet als strategische Lawinenkunde. Strategische Lawinenkunde ist der systematische Umgang mit dem Lawinenrisiko innerhalb eines Risikomanagements. Als wegweisend zu ihrer Entwicklung war die Anfang der 1990er Jahre entwickelte Formel 3×3 und elementare Reduktionsmethode nach Munter.
Die Komplexität der Faktoren, die zur Lawinenbildung führen (speziell in der Schneedecke), überfordern die kognitiven Fähigkeiten des Menschen. Trotzdem muss eine „JA-oder-NEIN“ Entscheidung für die Begehung eines Hanges getroffen werden. Wichtig ist dabei, dass nicht nur Experten, sondern auch laienhafte Winterbergsteiger solche Entscheidungen treffen müssen. Je komplexer eine Entscheidung, desto wichtiger ist es, einfache Entscheidungs- und Handlungskonzepte parat zu haben. Dies geschieht durch die Anwendung von Risikomanagement-Systemen und Entscheidungsstrategien, die wahrscheinlichkeitsorientiert arbeiten. Um das Risiko entsprechend einschätzen zu können, sind ausreichendes Wissen, Kompetenz und Erfahrung nötig. Eine gute körperliche Kondition ermöglicht es, entsprechende Entscheidungen auch umsetzen zu können.
Weiterhin zählt zur Notfallprävention eine ausreichende, zweckmäßige und erprobte Sicherheitsausrüstung. Dabei haben sich folgende Geräte als Mindeststandard für jeden Winterbergsteiger etabliert:
- LVS-Gerät
- Lawinenschaufel
- Lawinensonde
- Erste-Hilfe-Ausrüstung
- Kommunikationsmittel zur Verständigung der Bergrettungsdienste (Funkgerät, Handy, Trillerpfeife, Leuchtmittel)

Ergänzend dazu existieren der Avalanche-Ball, Lawinenairbag und die Avalung. Durch Einhalten von Sicherheitsabständen, gute Spuranlage und vorsichtige Fahrweise bei der Abfahrt in einem Hang kann das Risiko weiter minimiert werden. Halteriemen von Stöcken und Ski sollten vor einer Abfahrt gelöst werden, da sie im Verschüttungsfall den Sportler nach unten ziehen können.
Von behördlicher Seite können Präventionsmaßnahmen wie zunächst die Sperrung einzelner Gebiete, später auch kontrolliertes Auslösen von Lawinen durch Sprengung (Lawinen-Sicherungstrupps) in Betracht kommen.

### Verhalten bei Lawinenabgang

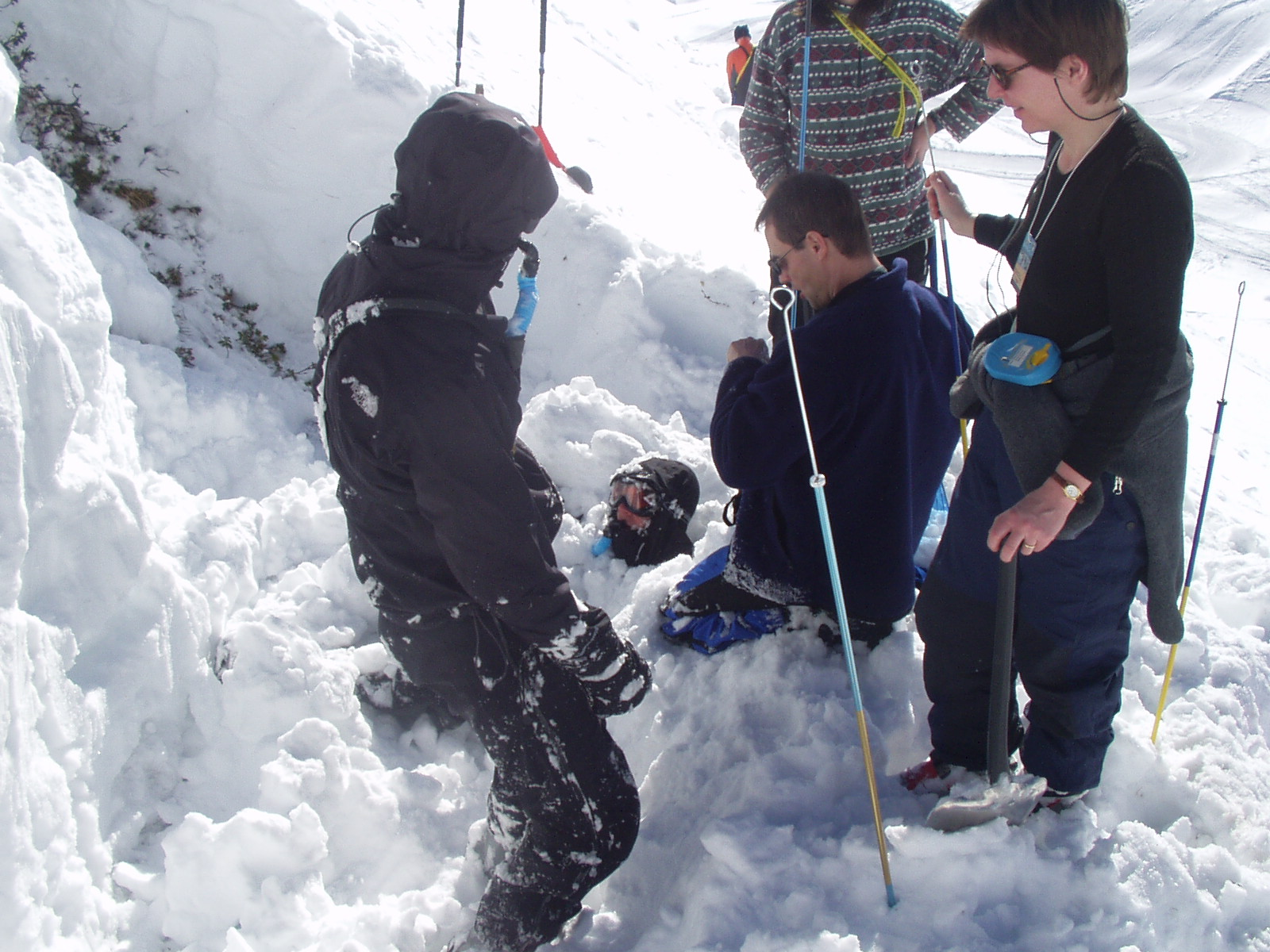
Bergung nach Lawinenverschüttung. Die Verschütteten tragen Avalungs (Lawinenschnorchel)

Wenn man von einer Lawine erfasst zu werden droht, kann man auf mehrere Handlungsoptionen zurückgreifen, die allerdings keine Erfolgsgarantie beinhalten. Es erhöht jedenfalls die Überlebenschancen, wenn der Wintersportler möglichst wenig tief verschüttet wird und eine Atemmöglichkeit hat. Eine früher häufig empfohlene „Schussflucht“ (also das schnelle Fahren in der Falllinie, um der Lawine zu enteilen) scheint nur selten erfolgreich gewesen zu sein, da Lawinen generell sehr schnell sind und oft der komplette Hang aufbricht. Falls man sich am Rand eines Lawinenhangs befindet, kann man versuchen, durch schnelle Fahrt weg von den Schneemassen das Verschüttungsrisiko zu mindern. Auch ein geschicktes „Reiten“ mit Ski auf der Lawine dürfte nur wenigen Personen geglückt sein. Ebenfalls empfohlene „Schwimmbewegungen“ in den Schneemassen sind nach Aussagen von Verschütteten sinnlos. Erfolgversprechender ist, mitgeführte Rettungsmittel sofort zu aktivieren. Dies sind zum Beispiel ein „Lawinen-Airbag“ (durch Ziehen am Auslösegriff wird eine Gaspatrone gezündet, welche einen oder mehrere Luftkissen am Rucksack aufbläst), der eine tiefe Verschüttung verhindern kann oder die „Avalung“ (man nimmt eine Art Schnorchel in den Mund und kann so auch unter dem Schnee in der Regel atmen – die Ausatemluft wird am Rücken abgeleitet), welche die Erstickungsgefahr verringert. Ski, Snowboard und Stöcke wirken wie ein Anker innerhalb einer Lawine und können eine Person tiefer in die Schneemassen hinein ziehen. Deswegen sollte der Sportler versuchen seine Ski oder sein Snowboard zu lösen und die eventuell vorhandenen Stöcke wegzuwerfen. Das Verwenden von Fangriemen ist in diesem Kontext zu vermeiden, da sie wie eine Ankerkette wirken können.
Oft sind weitere Personen vor Ort, die nicht vom Lawinenabgang betroffen sind. Da die Überlebensrate von Lawinenverschütteten schnell abnimmt, kann die „Kameradenhilfe“ durch Anwesende lebensrettend sein. Die organisierte Bergrettung benötigt schon aufgrund der Alarmierungs- und Ausrückezeiten meist länger als eine Viertelstunde bis zur Ankunft. Die Hilfe vor Ort beginnt mit einer möglichst genauen Beobachtung der Verschüttung. Die Registrierung von Erfassungspunkt und Verschwindepunkt ermöglicht Rückschlüsse auf den primär abzusuchenden Bereich. Parallel sollte ein korrekter Notruf abgesetzt werden.

### Lawinenrettung

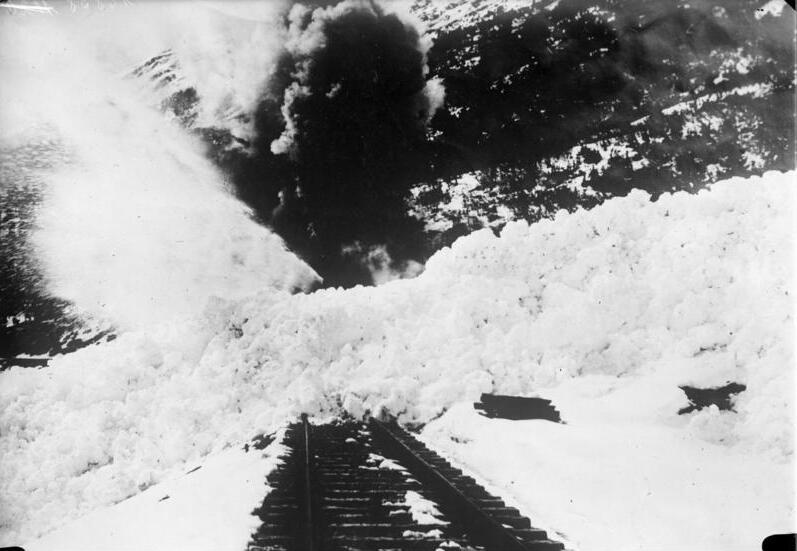
Verschüttete Eisenbahnstrecke, Alaska Railroad

Unter Beachtung des Eigenschutzes (Nachlawinen) muss dann zügig die Rettung eingeleitet werden. Man sucht die Lawinenoberfläche nach dem Stillstand zuerst nach Kleidungsstücken oder Ausrüstungsteilen ab. Mancher Teilverschüttete kann so gefunden werden. Gleichzeitig sucht man mit elektronischen LVS-Geräten. Es ist sicherzustellen, dass alle Teilnehmer vor der Suche ihre LVS von Senden auf Empfangen umschalten, um sich nicht gegenseitig zu orten. Nach der Ortung des Verschütteten setzt man Lawinensonden ein, um den Standort noch genauer zu lokalisieren. Da man mit der Lawinensonde auch die Verschüttungstiefe feststellt, kann man unterhalb der Sonde zu graben beginnen und sich waagrecht zum Verschütteten vorarbeiten. Man achtet darauf, ob eine Atemhöhle vorhanden war und beginnt mit Maßnahmen der Ersten Hilfe. Falls der Patient unterkühlt ist, muss er vorsichtig geborgen werden. Wird er zu stark bewegt und dadurch der Kreislauf angeregt, fließt unterkühltes und äußerst sauerstoffarmes Blut in Richtung der inneren Organe. Es droht der sog. Bergungstod. Der Bergrettungsdienst kann neben den oben genannten Hilfsmitteln auch – falls vorhanden – das RECCO-System und Lawinensuchhunde einsetzen. Der Einsatz von Lawinenhunden wäre am sinnvollsten gleich zu Anfang, bevor noch ein Mensch den Lawinenkegel betreten hat, was aber in den seltensten Fällen zu verwirklichen ist.

### Überleben in der Lawine mit Unterkühlung
„Die Wahrscheinlichkeit, eine Verschüttung länger als zwei Stunden zu überleben, liegt bei drei bis zehn Prozent.“ (erhoben im Alpenraum). Versorgung mit Sauerstoff, der etwa durch lockeren Schnee von unten nachsickert, ist eine gute Voraussetzung, dem Verschütteten zu helfen, seine Körpertemperatur möglichst lange möglichst wenig absinken zu lassen. Rückatmung von ausgeatmetem Kohlenstoffdioxid in einer abgeschlossenen Atemhöhle führt zu Bewusstlosigkeit. Unter 32 °C Körpertemperatur kommt es zu Herzrhythmusstörungen, unter 24 °C erlöschen Lebensfunktionen meist dauerhaft. Wiedererwärmen einer tief (unter 30 °C) unterkühlten Person ist ein intensivmedizinischer Prozess, der stunden- bis tagelang dauern kann. Am längsten überlebte eine Frau, die 1974 in der Lombardei 48 Stunden verschüttet war.

## Größere Lawinenunglücke
In den letzten 100 Jahren gab es in den Alpen im Schnitt jährlich 100 Tote durch Lawinenabgänge. Einige besonders schwere Unglücke weltweit sind hier verzeichnet.
- 16. Oktober 2014: Im Zusammenhang mit dem Zyklon «Hudhud» kommt es zu Schneefällen im Himalaya. Mindestens 21 Bergsteiger kommen ums Leben.
- April 2014: 16 Nepalesen sterben in einem Eisfall am Mount Everest.
- 23. September 2012: Nach dem Abgang zweier Lawinen am Manaslu auf das Lager III in 7000 m Höhe um 5 Uhr morgens sterben 11 von ca. 30 Bergsteigern.[17]
- 7. April 2012: Eine Lawine begräbt auf einem pakistanischen Militärstützpunkt nahe dem Siachengletscher im Bezirk Gayari 124 Soldaten und 11 Zivilangestellte. Trotz Rettungsaktion überlebt niemand.[18][19]
- 3. Januar 2010: Eine Skitourengruppe löste im Diemtigtal eine Lawine aus, durch die eines der Mitglieder verschüttet wurde. Während der Bergung wurden zwölf Personen bei einer Nachlawine aus dem Gegenhang verschüttet, von denen sieben das Ereignis nicht überlebten.
- 20. September 2002: Bei einem Lawinenunglück in der Karmadon-Schlucht in Nordossetien kommen 150 Menschen ums Leben.
- 28. Dezember 1999: Bei einem Lawinenunglück im Jamtal (Gemeindegebiet von Galtür, Österreich) sterben neun Teilnehmer einer geführten DAV-Summit-Club-Gruppe.[20]
- 23. Februar 1999: Die Lawinenkatastrophe von Galtür (Tirol) fordert 38 Menschenleben.
- 21. Februar 1999: Das Lawinenunglück von Evolène im Kanton Wallis in der Schweiz fordert 12 Tote.
- Januar 1998: Bei einer Wanderung in den französischen Alpen kommen neun Schüler und zwei Lehrer ums Leben.
- Februar 1991: Auf der italienischen Seite des Mont Blanc begräbt eine Eislawine sieben Skifahrer unter sich.
- 1991: Eine Lawine in Bingöl (Türkei) verwüstet mehrere Ortschaften, 200 Menschen sterben.
- 1972: Die Überlebenden des Uruguayan-Air-Force-Flug 571 vom 13. Oktober wurden am 29. Oktober in ihrem als Schutzbehausung dienenden Flugzeugwrack von einer Lawine überrascht. Von den bis dato 27 Überlebenden des Flugzeugabsturz starben acht Menschen durch die Lawine.
- April 1970: Auf dem Plateau d’Assy in den Savoyer Alpen sterben 74 Menschen, darunter 56 Kinder, in einer Lawine.
- 24. Februar 1970: Eine Lawine in Reckingen im Wallis reißt 30 Menschen in den Tod. (→ Lawinenunglück von Reckingen).
- 10. Februar 1970: Lawinenunglück in Val-d’Isère, 39 Tote.
- 15. Mai 1965: Eine Lawine, die über die Sonnenterrassen des Hotels Schneefernerhaus und die Liftanlagen am Zugspitzplatt hinwegging, forderte 10 Tote und 21 Verletzte. Dieses Ereignis gab den Anstoß zur Einführung eines staatlichen Lawinenwarndienstes und lokaler Lawinenkommissionen in Bayern.
- 11. Januar 1962: Eine Lawine löst sich vom Huascarán, dem höchsten Berg von Peru. Die Stadt Yungay wird zerstört, weitere Ortschaften werden von einer Flutwelle erreicht, die durch in einen Fluss gefallene Schneemassen hervorgerufen wurde. Insgesamt sterben etwa 4.000 Menschen (nach anderen Quellen 12.000 bis 20.000 Menschen), damit ist es das schlimmste jemals von Schnee verursachte Unglück.
- 11. Januar 1954 – Vorarlberg – Als eine Lawine den Ort Blons (Vorarlberg) zerstört, werden 118 Menschen in ihren Häusern verschüttet. Eine zweite Lawine neun Stunden später begräbt einen Großteil der Rettungsmannschaften unter sich. 55 Menschen können schließlich nur noch tot geborgen werden, die sterblichen Überreste von zwei weiteren Opfern bleiben verschollen.
- 11. Januar 1954: Große Lawinenkatastrophe in der Schweiz. 23 Einheimische und 10 Touristen sterben.[21]
- 1950/1951 (Lawinenwinter 1951) – 265 Menschen verlieren in den Alpen ihr Leben durch Lawinenabgänge.
- 7. Februar 1945: Lawinenunglück auf der Eppzirler Alm, 18 Gebirgsjäger finden im Ski-Aufstieg zur Eppzirler Scharte den Tod.[22]
- 5. Dezember 1935: 88 Tote und 42 Verletzte bei einem Lawinenunglück in Kukiswumtschorr in den Chibinen (nahe Kirowsk).
- 9. Januar 1918: Das schwerste Lawinenunglück Japans ereignet sich, als das halbe Dorf Mitsumata (heute Teil von Yuzawa) von einer Lawine begraben wird und 158 Menschen umkommen.[23]
- 1915 bis 1918: Im Alpenkrieg des Ersten Weltkriegs sterben mindestens 10.000 Soldaten an der österreichisch-italienischen Front in den Dolomiten durch Lawinenabgänge. Viele Lawinen werden vorsätzlich vom Gegner ausgelöst. Im Winter 1916 sind die Verluste durch Lawinen und Erfrierung höher als durch die Kampfhandlungen (→ Lawinenkatastrophe vom 13. Dezember 1916).
- Bei einem Lawinenabgang im März 1916 am Vršičpass (heute Slowenien) starben 170 bis 300 russische Kriegsgefangene und 10 bis 80 österreichische Soldaten.[24]
- 1. März 1910: In Wellington, WA (USA) wurden zwei Züge durch eine Lawine zu Tal gerissen, wobei 96 Menschen starben.

- 24. Februar 1844: In Neukirch im Schwarzwald wird der Königenhof durch eine Lawine verschüttet. 17 Menschen sterben.
- Lawinenjahr 1720 in der Schweiz: Rund 300 Tote.[25]

## Verallgemeinerung
Auch bei anderen Phänomenen spricht man von lawinenartigen Vorgängen, wenn die Vorgänge selbstverstärkend sind. Diese Vorgänge haben wie Schneelawinen, Eislawinen oder Schlammlawinen gemeinsame Verhaltenstypen („Universalität“, „Selbstorganisation“). Zur Auslösung solcher Vorgänge reichen schwer zu kontrollierende kleine Ursachen.
Quantitative physikalische Theorien dazu hat der dänische Physiker Per Bak aufgestellt.

## Ähnliche Materialbewegungen
- Bergsturz, Geröllstrom
- Murgang (Rüfe), Schlamm- oder Gesteinsstrom
- Lahar, vulkanischer Schlamm- oder Schuttstrom

## Normen
In Österreich besteht seit Mitte Dezember 2011 ein eigenes technisches Regelwerk, in dem der "Stand der Technik im Lawinenschutzbau zusammengefasst wurde.
- ONR 24805 – Permanenter technischer Lawinenschutz – Benennung und Definitionen sowie statische und dynamische Einwirkungen;
- ONR 24806 – Permanenter technischer Lawinenschutz – Bemessung und konstruktive Ausgestaltung;
- ONR 24807 – Permanenter technischer Lawinenschutz – Überwachung und Instandhaltung.

## Dokumentation
- Lawinen – Die unterschätzte Gefahr. Regie: Jennifer Gesslein und Anna Pflüger, ZDF, Deutschland, 53 Minuten, 2019